# Gabriel Leone
Gabriel Leone, nome completo Gabriel Leone Coutinho Miranda Frota (Rio de Janeiro, 21 luglio 1993), è un attore brasiliano.

## Biografia
Prima di diventare attore ha praticato judo e pallanuoto: in quest'ultima disciplina ha vinto un campionato di Rio e alcune medaglie.
Salito alla ribalta per il suo ruolo nella telenovela Verdades Secretas, nel 2021 ha ottenuto il suo primo ruolo da protagonista nella serie televisiva Dom, mentre nel 2023 si è affermato al cinema apparendo nel film Ferrari, dove ha interpretato il giovane pilota Alfonso de Portago. Nello stesso anno ha impersonato Ayrton Senna nella serie Senna su Netflix.

## Vita privata
Tra il 2013 e il 2014 ha frequentato l'attrice Sabrina Kogut. Nel febbraio 2016 ha iniziato una relazione con un'altra attrice, Carla Salle; i due si sono sposati nel 2024.

## Filmografia

### Attore

#### Cinema
- Ferrari, regia di Michael Mann (2023)
- O agente secreto, regia di Kleber Mendonça Filho (2025)

#### Televisione
- Verdades Secretas – serie TV, (2015-2021)
- A Grande Família – serie TV, (2013)
- Dom - serie TV, (2021)
- Senna – miniserie TV, regia di Vicente Amorim e Julia Rezende (2024)

## Doppiatori italiani
Nelle versioni in italiano delle opere in cui ha recitato, Gabriel Leone è stato doppiato da:
- Emanuele Ruzza in Ferrari
- Andrea Colombo Giardinelli in Senna